# Триостренница
Трио́стренница, или Аристи́да (лат. Aristída) — род травянистых растений семейства Злаки (Poaceae). Включается около 300 видов, обитающих по всему миру, при этом значительная часть видов приурочена к регионам с жарким засушливым климатом.

## Распространение
Виды рода встречаются в тропических и субтропических и тепло-умеренных областях.

## Ботаническое описание

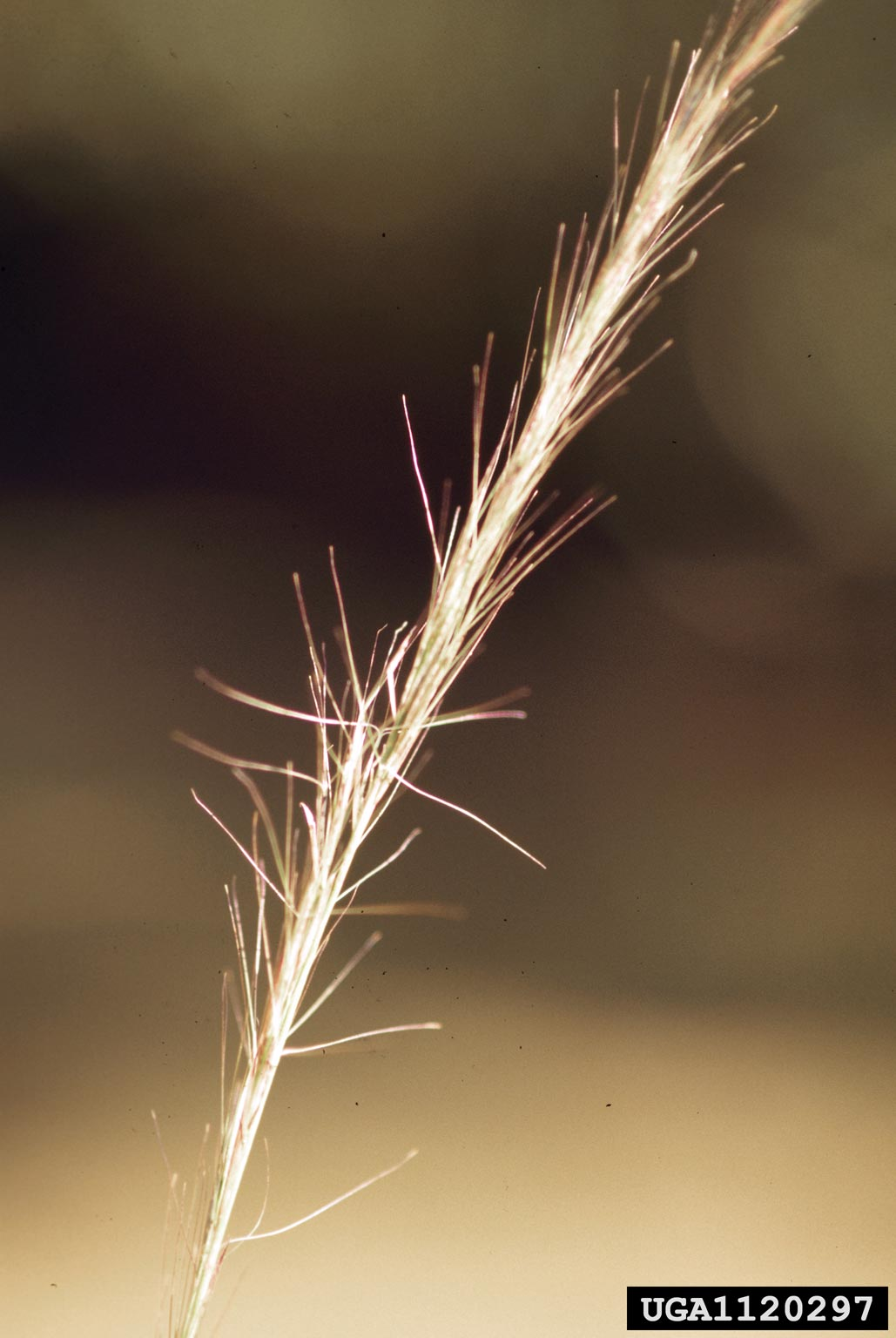
Соцветие

Травянистые растения, отличающиеся наличием трёх остей на каждой лемме каждого цветка. Колоски одноцветковые, обоеполые. Тычинок в цветке три, пестик один, с перистыми рыльцами. Плод — зерновка. Правда, стоит отметить, в Волгоградской области начало роста листьев и побегов у нее начинается примерно с конце апреля по середине мая, в зависимости от года, холодный, или теплый, в общем начало роста у нее начинается позже чем у многих других злаков, мятлик живородящий к началу ее роста порой уже успевает выгореть, и ее высевали в 1970-х и 1980-х годах в некоторых песчаных массивах области, таких как Голубинские пески для закрепления песчаных грунтов в качестве пастбищного злака для КРС которым, данный злак, охотно поедается круглый год и с него дает хороший привес и Аристиды у Крупного Рогатого Скота повышает надои молока.

## Синонимы
В синонимику рода входят следующие названия:
- Aristopsis Catasús
- Arthratherum P.Beauv.
- Chaetaria P.Beauv.
- Curtopogon P.Beauv.
- Cyrtopogon Spreng., orth. var.
- Kielboul Adans., nom. superfl.
- Moulinsia Raf., nom. illeg.
- Streptachne R.Br.
- Trixostis Raf.

## Виды
По информации базы данных The Plant List (2013), род включает 301 вид. Некоторые из них:
- Aristida adscensionis L. typus[4] — Триостренница вознесения
- Aristida basiramea Vasey
- Aristida californica Thurb.
- Aristida chaseae Hitchc.
- Aristida dichotoma Michx.
- Aristida divaricata Humb. & Bonpl. ex Willd.
- Aristida gracilipes (Domin) Henrard
- Aristida longispica Poir.
- Aristida oligantha Michx.
- Aristida purpurascens Poir.
- Aristida purpurea Nutt.
- Aristida stricta Michx.